# Celtic punk rock
Celtic punk rock – styl muzyczny w którym muzyka punk rockowa łączona jest z celtycką muzyką ludową. Muzycy prócz standardowego instrumentarium takiego jak gitara elektryczna, bas czy perkusja, wykorzystują w swoich nagraniach brzmienia instrumentów ludowych charakterystycznych dla regionów Szkocji, Walii czy Irlandii, takich jak tin whistle, banjo, mandolina, dudy czy akordeon. Tematyka tekstów to głównie opis dziejów Irlandii i Szkocji, historie zwykłych ludzi związanych z tymi krajami, morskie opowieści oraz różnorakie wydarzenia związane z piciem alkoholu. Często również komentowane są teraźniejsze wydarzenia polityczne.

## Historia
Za prekursorów gatunku uważa się zespół The Pogues, który zadebiutował płytą Red Roses For Me wydaną w 1984 roku. Na krążku znaleźć można było niekonwencjonalne aranżacje ludowych standardów, które oparte były głównie na szybszych niż zwykle rytmach i mocnych akcentach gitarowych, wyróżniały się również wokalizy Shane’a McGowana i Spidera Stacy’ego.
Rozkwit nurtu miał jednak miejsce prawie dekadę później, a to za sprawą pojawienia się na rynku takich zespołów jak The Mahones, The Real McKenzies z Kanady, oraz Flogging Molly i Dropkick Murphys z USA. Początkowo zespoły te działały w podziemiu wydając swe pierwsze albumy w niskim nakładzie i w małych wytwórniach. Mimo to, takie krążki jak "Draggin' The Days" "The Mahones", "Alive Behind Green Door" "Flogging Molly" czy "Boys On The Docks" Dropkick Murphys szybko znalazły swoich zwolenników a grupy, które je wydały zyskały sporą popularność. Znamienne, że żaden z wyżej wymienionych zespołów nie pochodził z Wysp Brytyjskich, choć liderzy niektórych z nich byli emigrantami (Paul McKenzies z The Real McKenzies urodził się w Szkocji, wokalista Flogging Molly, Dave King to z kolei rodowity Irlandczyk).
Połączenie ostrego i zadziornego grania z ludowymi melodiami w dość szybkim czasie pozwoliło niektórym z grup odnieść spory sukces komercyjny, a zespoły z tego nurtu koncertowały u boku takich gwiazd punkowej sceny jak NOFX, Bad Religion czy Rancid a także uczestniczyły w koncertach z cyklu Warped Tour.
Światowy sukces Dropkick Murphys czy Flogging Molly spowodował, że jak na przełomie stuleci jak grzyby po deszczu debiutowały kolejne zespoły łączące wyspiarski folk z punkowym uderzeniem w różnych częściach świata (wiele z nich powstało w Niemczech, USA, Kanadzie, Węgrzech i Czechach), a scena celtic punkowa zaczynała żyć własnym życiem. Powstały również oddzielne festiwale które promują ten gatunek muzyczny, m.in. "Irish Brotherhood" w Kijowie (Ukraina), "HelloFolks!" w Lublinie (Polska) czy "Irish Folk Open Air" w Poyenberg (Niemcy).

## Przedstawiciele
Obecnie najbardziej znanymi przedstawicielami celtic punk rocka są:
- The Pogues (Anglia / Irlandia)
- Flogging Molly (USA)
- Dropkick Murphys (USA)
- The Real McKenzies (Kanada)
- The Mahones (Kanada)
- The Dreadnoughts (Kanada)
- Paddy and the Rats (Węgry)
- Fiddler’s Green (Niemcy)
- Mr. Irish Bastard (Niemcy)
- The Rumjacks (Australia)
- Pipes And Pints (Czechy)

## Najważniejsze płyty
Najważniejsze wydawnictwa celtic punkowe według redakcji programu radiowego "HelloFolks!" promującego muzykę folkową:
- The Pogues "Red Roses For Me" (1984)
- Flogging Molly "Swagger" (2000)
- Dropkick Murphys "Sing Loud, Sing Proud !" (2001)
- The Real McKenzies "Loch'd n'Loaded" (2001)
- Flogging Molly "Drunken Lullabies" (2002)
- Fiddler’s Green "Nu Folk" (2003)
- The Real McKenzies "10,000 Shots!" (2005)
- Dropkick Murphys "The Meanest Of Times" (2007)
- Mr. Irish Bastard "St. Mary’s School Of Drinking" (2008)
- Paddy And The Rats "Rats On Board" (2009)
- Pipes And Pints "Until We Die" (2009)